# Kim Moon-soo (Badminton)
Kim Moon-soo (koreanisch 김문수; * 29. Dezember 1963) ist ein ehemaliger Badmintonspieler aus Südkorea.

## Karriere
Kim Moon-soo gewann bei Badminton-Weltmeisterschaften insgesamt drei Medaillen im Doppel. 1985 in Calgary und 1991 in Kopenhagen wurde er Weltmeister, 1987 in Peking belegte er den Bronzerang. Bei den Asienspielen 1986 gewann Kim ebenfalls die Goldmedaille, wie auch bei den Badminton-Asienmeisterschaften 1991 in Kuala Lumpur.
Kim nahm an den Olympischen Sommerspielen 1992. Im Doppel gewann er gemeinsam mit Park Joo-bong die Goldmedaille im Doppel. Im Finale besiegten sie Eddy Hartono und Rudy Gunawan aus Indonesien mit 15:11 und 15:7.

## Sportliche Erfolge
| Saison | Veranstaltung      | Disziplin    | Platz | Name                           |
| ------ | ------------------ | ------------ | ----- | ------------------------------ |
| 1983   | Weltmeisterschaft  | Herrendoppel | 5     | Kim Moon-soo / Kim Byung-sik   |
| 1983   | Denmark Open       | Herrendoppel | 1     | Park Joo-bong / Kim Moon-soo   |
| 1984   | Malaysia Open      | Herrendoppel | 1     | Lee Deuk-choon / Kim Moon-soo  |
| 1984   | Swedish Open       | Herrendoppel | 1     | Park Joo-bong / Kim Moon-soo   |
| 1985   | Asienmeisterschaft | Herrendoppel | 1     | Park Joo-bong / Kim Moon-soo   |
| 1985   | All England        | Herrendoppel | 1     | Kim Moon-soo / Park Joo-bong   |
| 1985   | Japan Open         | Herrendoppel | 1     | Park Joo-bong / Kim Moon-soo   |
| 1986   | German Open        | Herrendoppel | 1     | Park Joo-bong / Kim Moon-soo   |
| 1986   | Asienspiele        | Herrendoppel | 1     | Park Joo-Bong / Kim Moon-Soo   |
| 1986   | All England        | Herrendoppel | 1     | Kim Moon-soo / Park Joo-bong   |
| 1987   | World Cup          | Herrendoppel | 1     | Park Joo-bong / Kim Moon-soo   |
| 1987   | French Open        | Herrendoppel | 1     | Lee Deuk-choon / Kim Moon-soo  |
| 1989   | Malaysia Open      | Herrendoppel | 1     | Park Joo-bong / Kim Moon-soo   |
| 1989   | World Cup          | Herrendoppel | 1     | Park Joo-bong / Kim Moon-soo   |
| 1989   | Thailand Open      | Mixed        | 2     | Kim Moon-soo / Hwang Hye-young |
| 1989   | Thailand Open      | Herrendoppel | 1     | Park Joo-bong / Kim Moon-soo   |
| 1990   | All England        | Herrendoppel | 1     | Kim Moon-soo / Park Joo-bong   |
| 1990   | French Open        | Mixed        | 1     | Kim Moon-soo / Chung So-young  |
| 1990   | Thailand Open      | Herrendoppel | 1     | Park Joo-bong / Kim Moon-soo   |
| 1990   | Malaysia Open      | Herrendoppel | 1     | Park Joo-bong / Kim Moon-soo   |
| 1990   | Japan Open         | Herrendoppel | 1     | Park Joo-bong / Kim Moon-soo   |
| 1990   | French Open        | Herrendoppel | 1     | Park Joo-bong / Kim Moon-soo   |
| 1990   | Asienspiele        | Herrendoppel | 2     | Park Joo-Bong / Kim Moon-soo   |
| 1991   | All England        | Herrendoppel | 2     | Kim Moon-soo / Park Joo-bong   |
| 1991   | Indonesia Open     | Herrendoppel | 1     | Kim Moon-soo / Park Joo-bong   |
| 1991   | Singapur Open      | Herrendoppel | 1     | Park Joo-bong / Kim Moon-soo   |
| 1991   | Asienmeisterschaft | Herrendoppel | 1     | Park Joo-bong / Kim Moon-soo   |
| 1991   | Malaysia Open      | Herrendoppel | 1     | Park Joo-bong / Kim Moon-soo   |
| 1991   | USSR International | Herrendoppel | 1     | Park Joo-bong / Kim Moon-soo   |
| 1991   | Korea Open         | Herrendoppel | 1     | Kim Moon-soo / Park Joo-bong   |
| 1991   | Japan Open         | Herrendoppel | 1     | Park Joo-bong / Kim Moon-soo   |
| 1992   | Olympia            | Herrendoppel | 1     | Kim Moon-soo / Park Joo-bong   |
| 1992   | Korea Open         | Herrendoppel | 1     | Kim Moon-soo / Park Joo-bong   |
| 1993   | Ten Days of Dawn   | Herrendoppel | 1     | Kim Moon-soo / Park Joo-bong   |